# Pelecanus conspicillatus
Il pellicano australiano (Pelecanus conspicillatus Temminck, 1824) è un grande uccello d'acqua che appartiene alla famiglia Pelecanidae; diffuso sulle acque interne e costiere dell'Australia e della Nuova Guinea, ma anche nelle isole Figi, parte dell'Indonesia, e può arrivare anche in Nuova Zelanda.
Il suo specifico epiteto deriva dal verbo latino conspicere 'percepire', quindi 'evidente'.

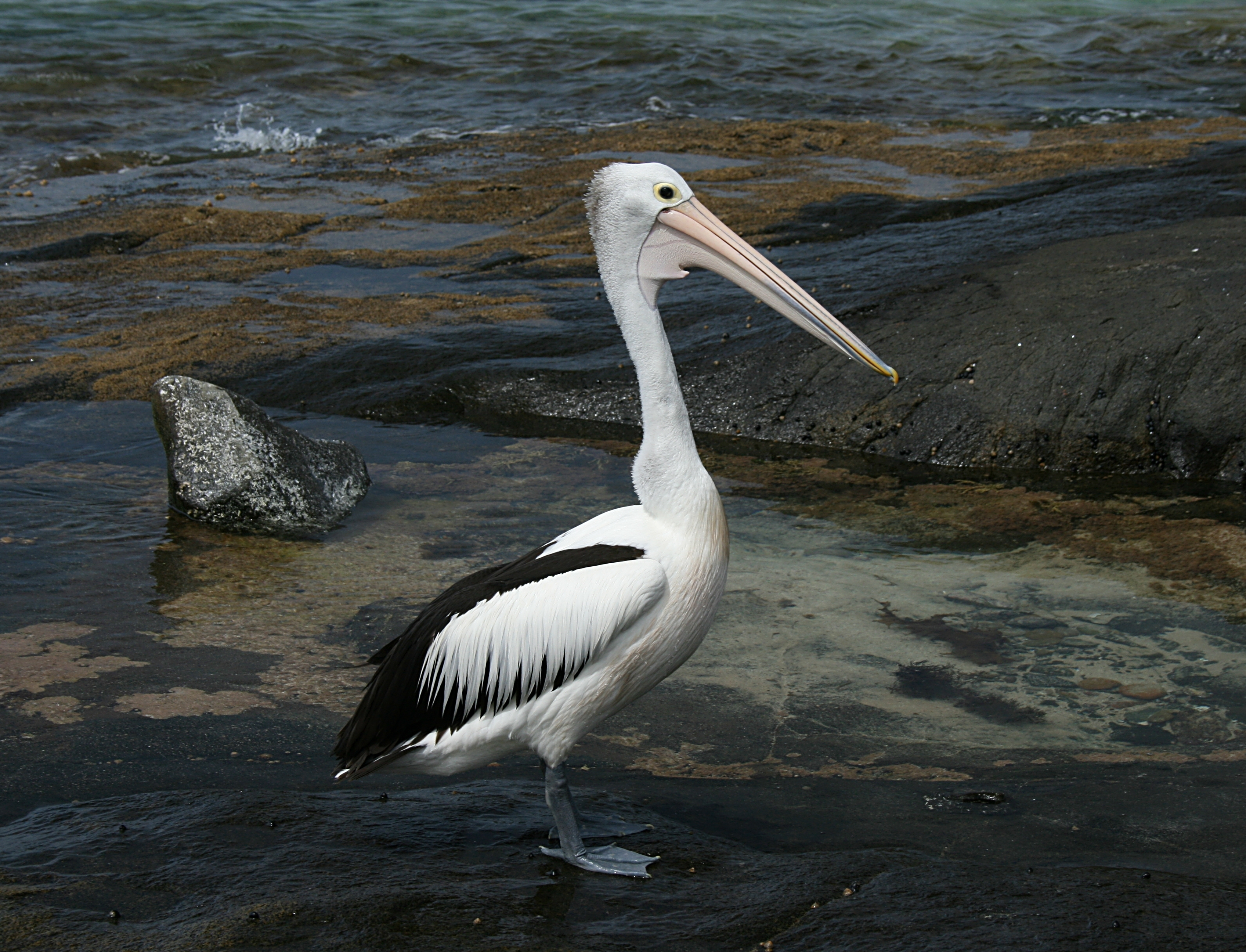
Un pellicano australiano sull'acqua

## Descrizione
Il pellicano australiano ha una lunghezza media che va da 1,6 a 1,8 metri, con un'apertura alare che va da 2,3 a 2,5 metri, e pesa dai 4 ai 13 kilogrammi.
Il suo colore è prevalentemente bianco con del nero lungo la base delle ali.
Il becco, di color rosa pallido, è enorme, anche per gli standard dei pellicani.

## Distribuzione e habitat

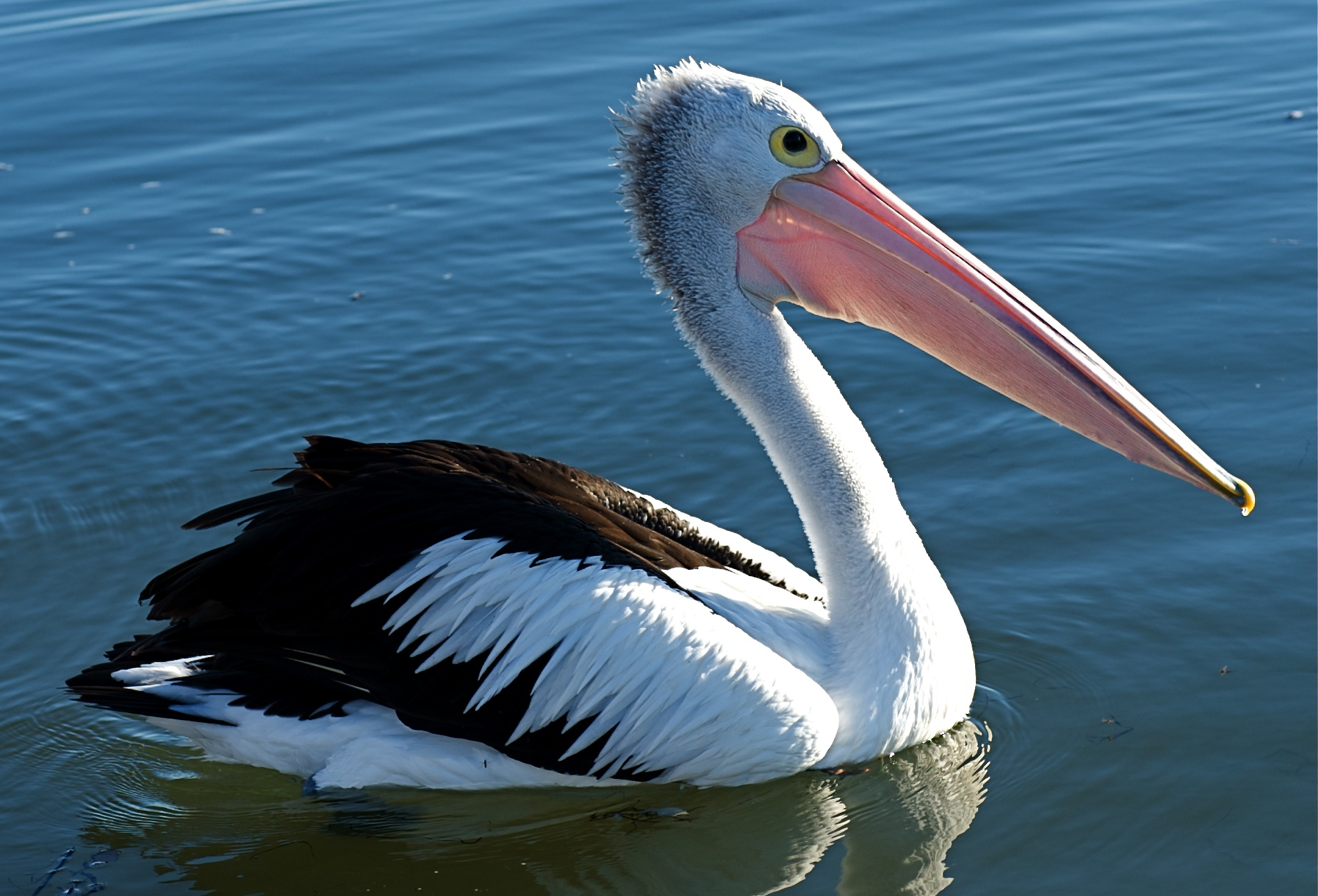
In galleggiamento sull'acqua

Il pellicano australiano preferisce grandi distese d'acqua senza troppa vegetazione acquatica. L'ambiente circostante non è importante: può trattarsi di foresta, prateria, deserto, estuario paludoso, parco cittadino oppure di area industriale dismessa, l'importante è che ci sia una vasta distesa d'acqua che consenta un sufficiente approvvigionamento di pesce.
Il pellicano australiano non segue un iter regolare negli spostamenti, che si basano piuttosto sulla sicurezza nella disponibilità di cibo. Quando, il solitamente secco lago Eyre si è riempito (dal 1974 al 1976), una manciata di pellicani è rimasta attorno alle città costiere, ma quando i grandi laghi sono andati di nuovo in secca, la popolazione si disperse; alcuni stormi furono visti nelle coste del nord, e qualche singolo individuo ha raggiunto l'Isola di Natale, Palau e la Nuova Zelanda.
La specie era sconosciuta in Nuova Zelanda, fino a quando un esemplare fu ucciso nel 1890 presso la cittadina di Jerusalem; piccoli pezzi di ossa furono rinvenuti presso il lago Grassmere nel 1947, seguiti poi da altri esemplari isolati. All'inizio questi resti sono stati catalogati come una nuova sottospecie, Pelecanus (conspicillatus) novaezealandiae (Scarlett, 1966: "New Zealand Pelican") poiché sembravano più grandi, ma Worthy (1998), attraverso una revisione di nuovi materiali trovati nel 1930, stabilì che si trattava della stessa specie presente in Australia.

## Biologia

### Riproduzione
Il pellicano australiano comincia a riprodursi a due o tre anni di età. La stagione della riproduzione varia a seconda della latitudine; durante l'inverno, questa avviene nelle aree tropicali, a nord del 26°; in tarda primavera, questa avviene nella parte meridionale dell'Australia, mentre dopo le precipitazione piovose, ha luogo nell'entroterra.
Piattaforme erbose sono state costruite al lago Alexandrina, nell'Australia Meridionale. La nidificazione avviene in comunità, con colonie locate nelle isole o nelle aree protette in prossimità di mari o laghi.
Ogni covata è composta da un numero di due o tre uova uova con un guscio di consistenza gessosa, della misura di 93 x 57 mm, che spesso risultano essere sporche o graffiate.
Dopo la schiusa, l'esemplare più grande sarà nutrito maggiormente, mentre il più piccolo può anche morire di fame o a causa del siblicidio, cioè viene appositamente spinto fuori dal nido dall'esemplare più robusto in modo da non dover condividere il nutrimento. Per le prime due settimane, i piccoli saranno nutriti con liquido rigurgitato, mentre per i rimanenti due mesi, saranno nutriti con pesci rossi o con qualche invertebrato.

## Tassonomia
Il pellicano australiano è stato descritto per la prima volta dal naturalista olandese Coenraad Jacob Temminck nel 1824.

## Conservazione
Il pellicano australiano è valutato a rischio minimo di estinzione nella lista rossa della IUCN, riguardante le specie minacciate.

## Galleria d'immagini

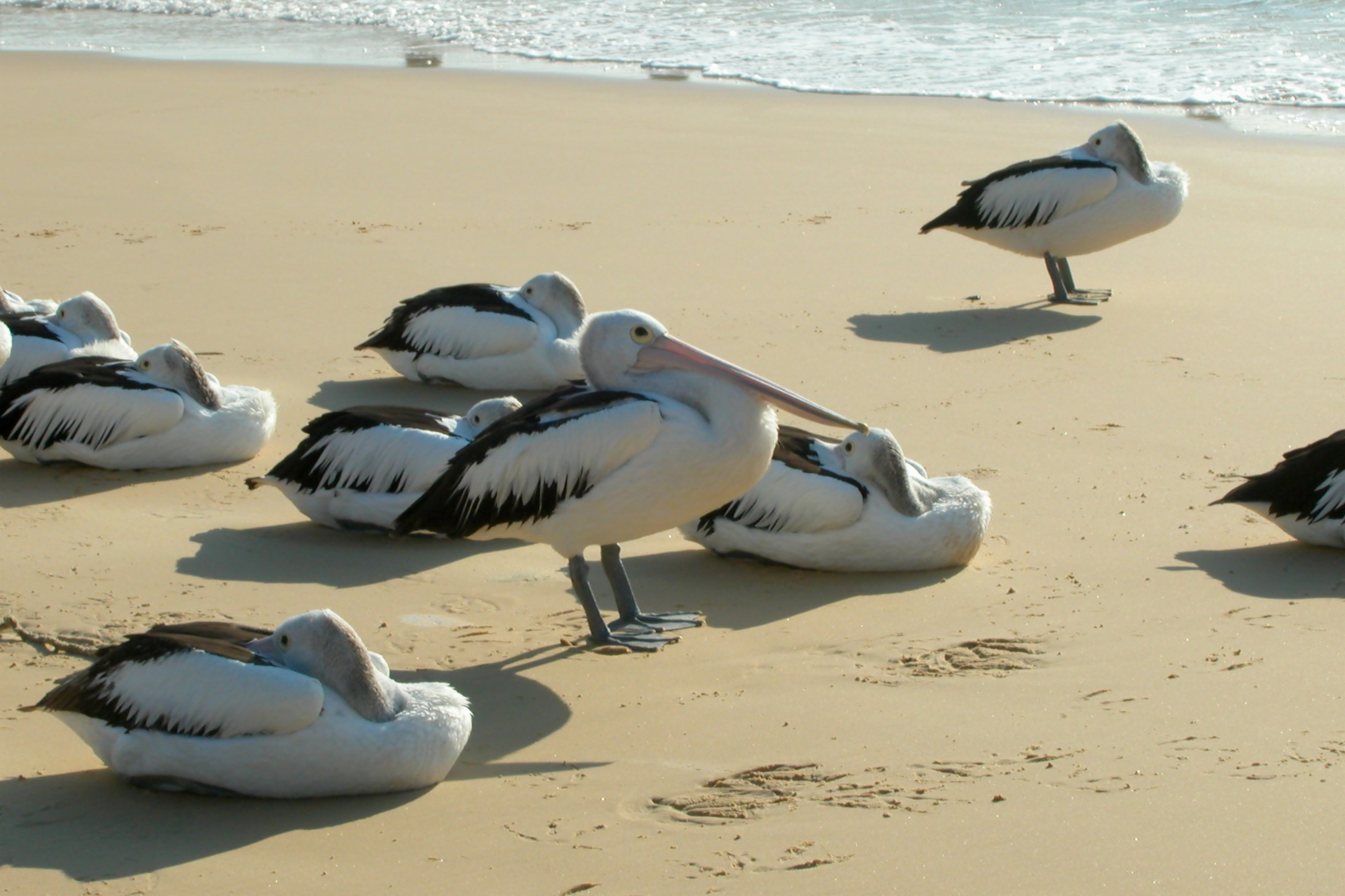
In riposo sulla spiaggia a Moreton Island
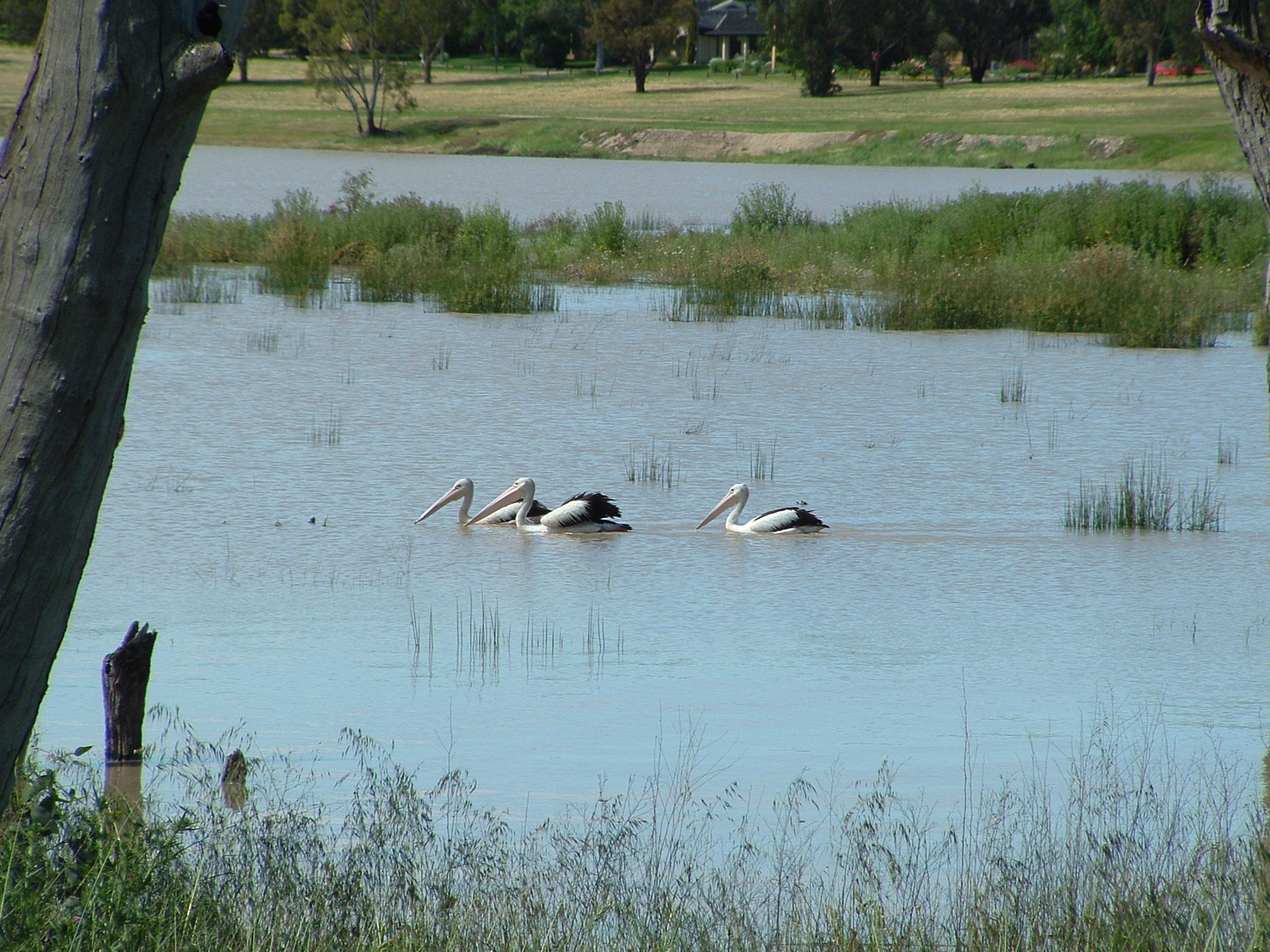
Lake Albert, Nuovo Galles del Sud
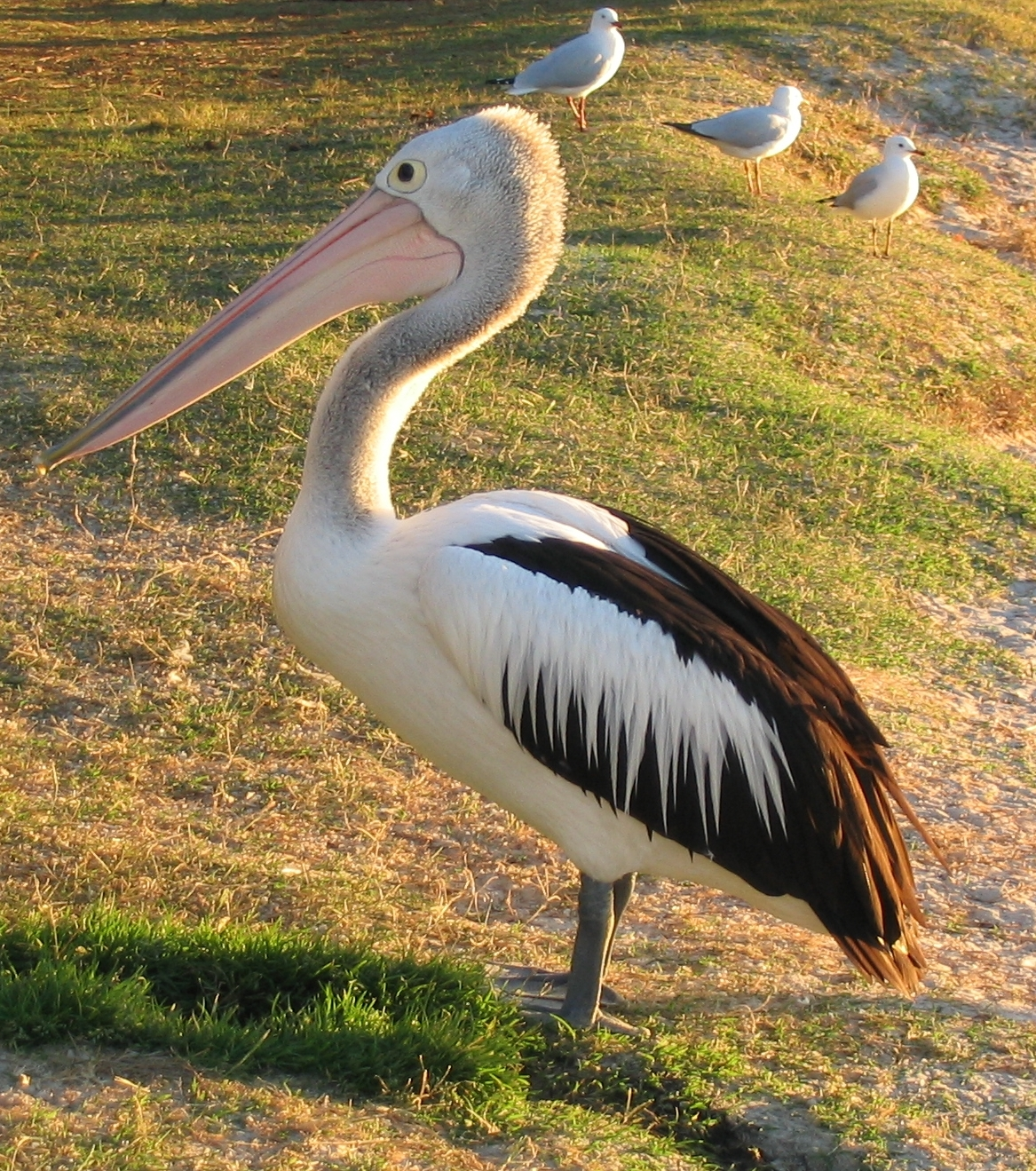
A Noosaville (Queensland)
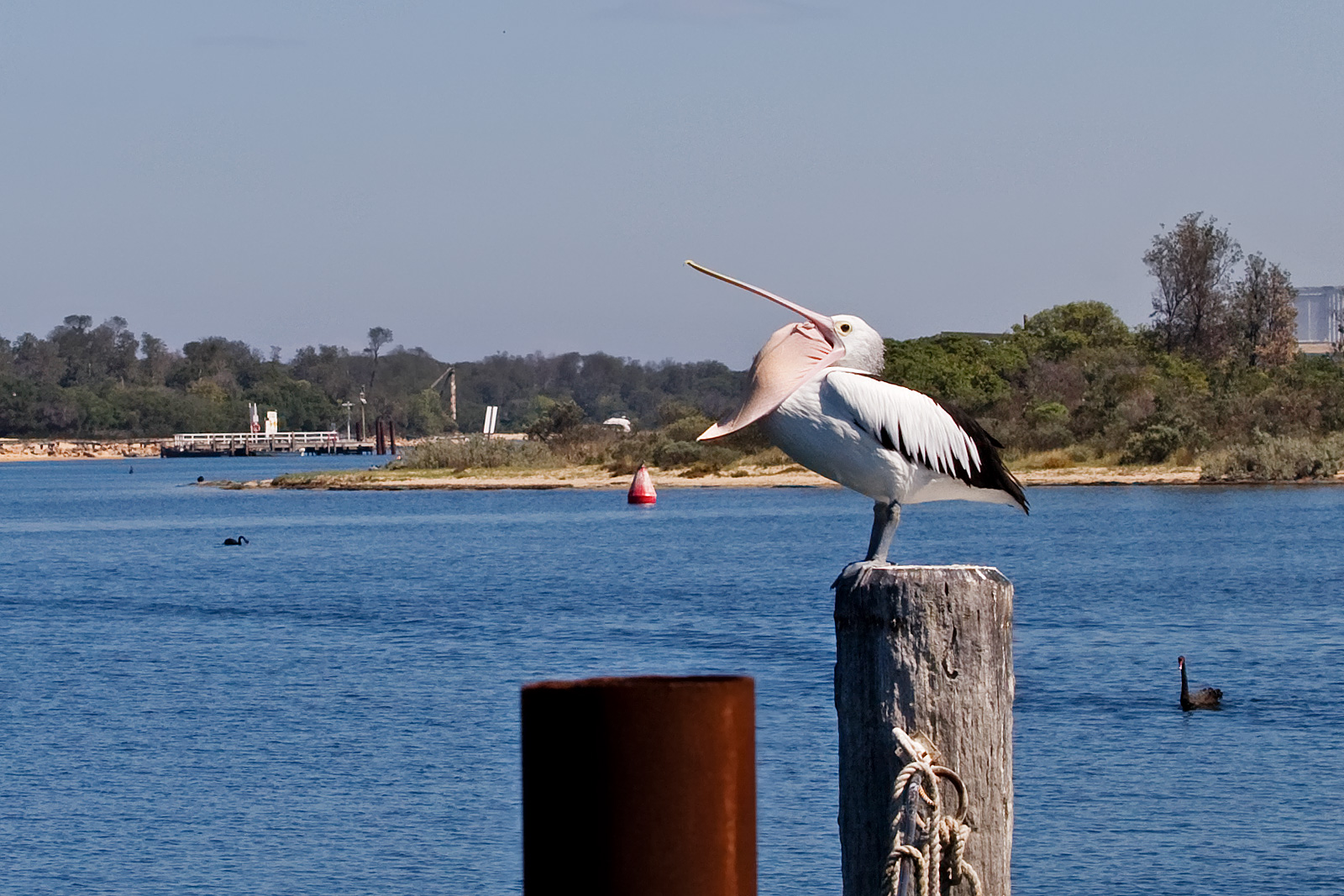
Ginnastica del becco
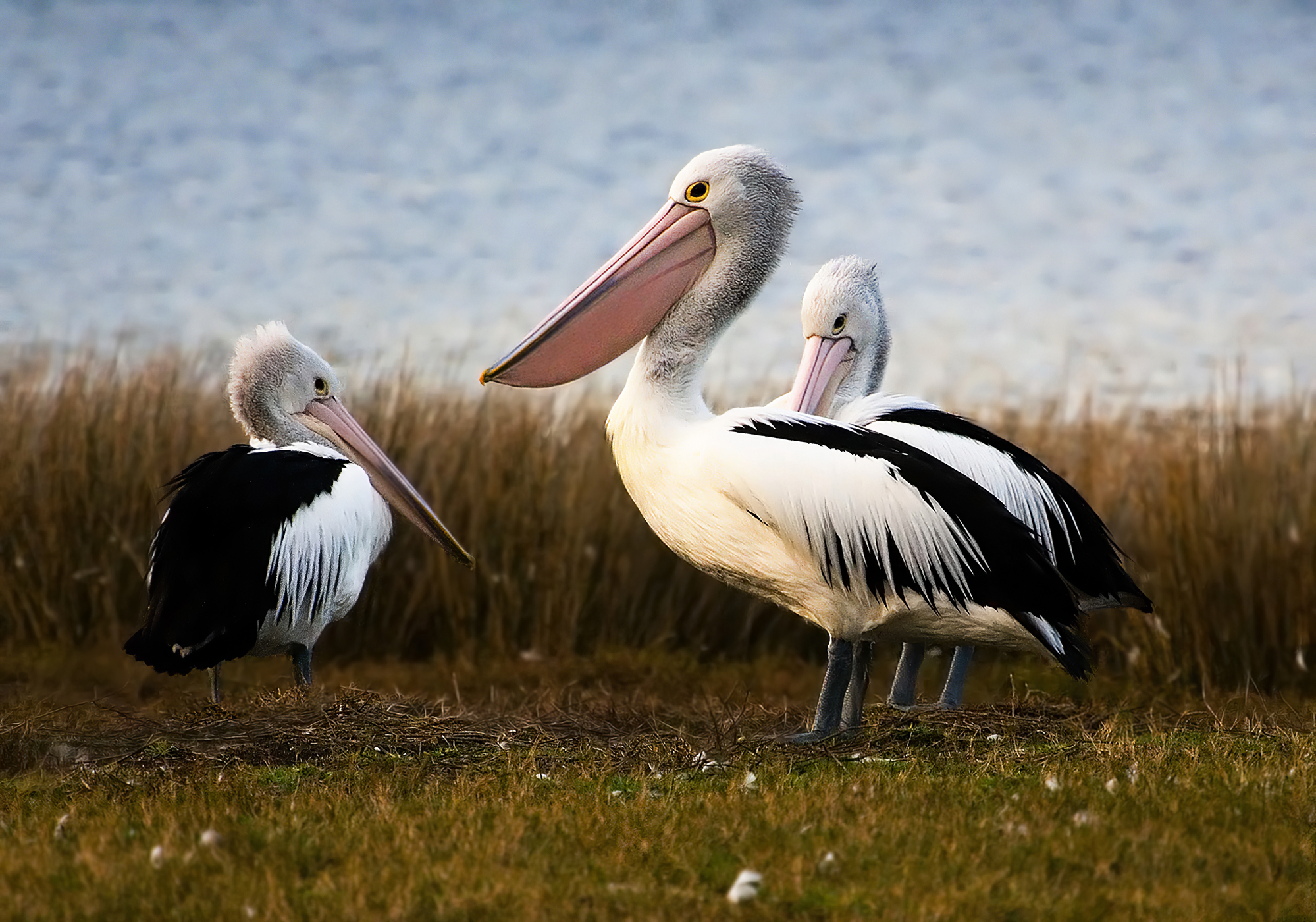
Esemplari adulti
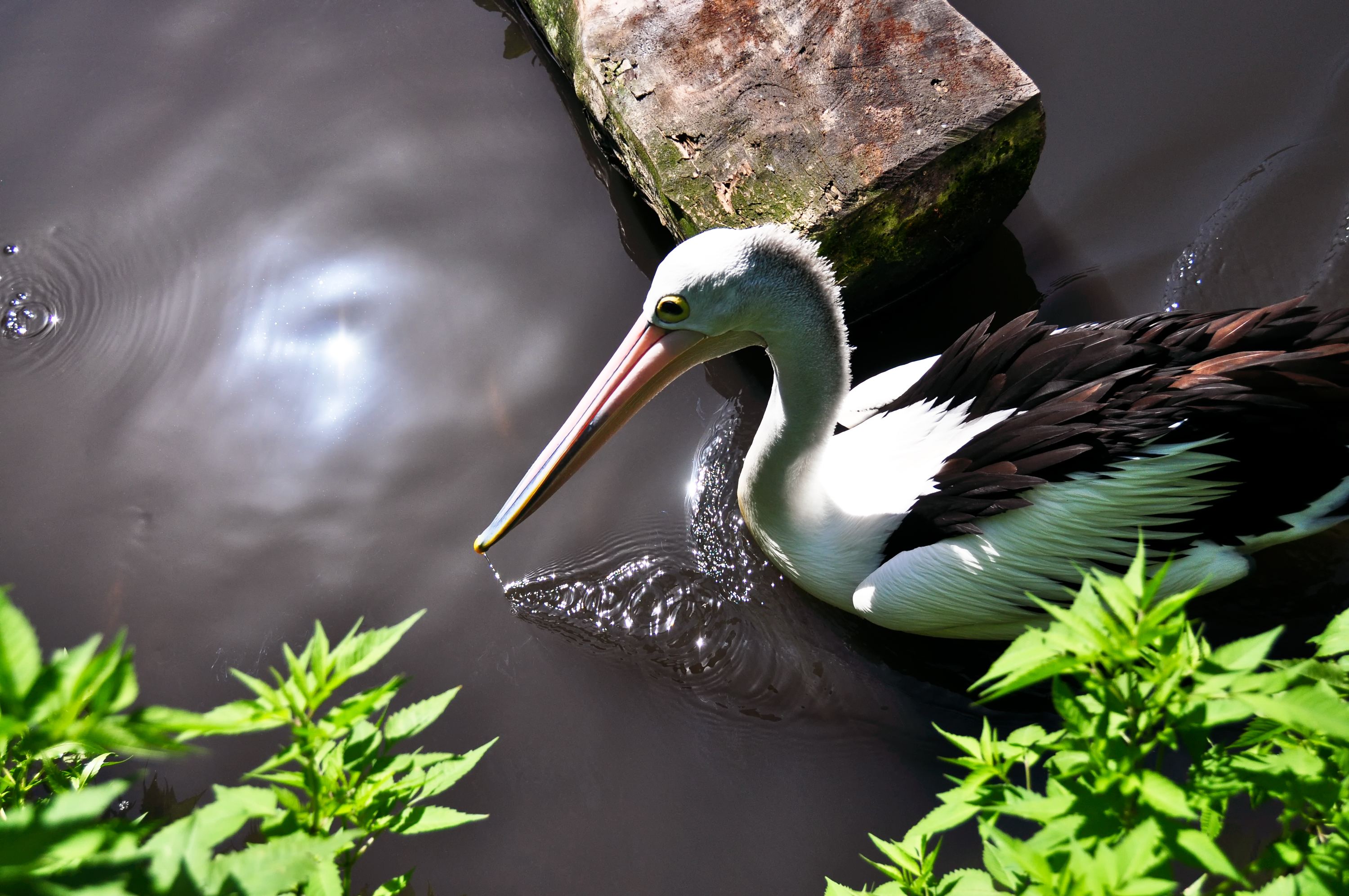
Il pellicano australiano nel Weltvogelpark Walsrode (Parco degli Uccelli di Walsrode)
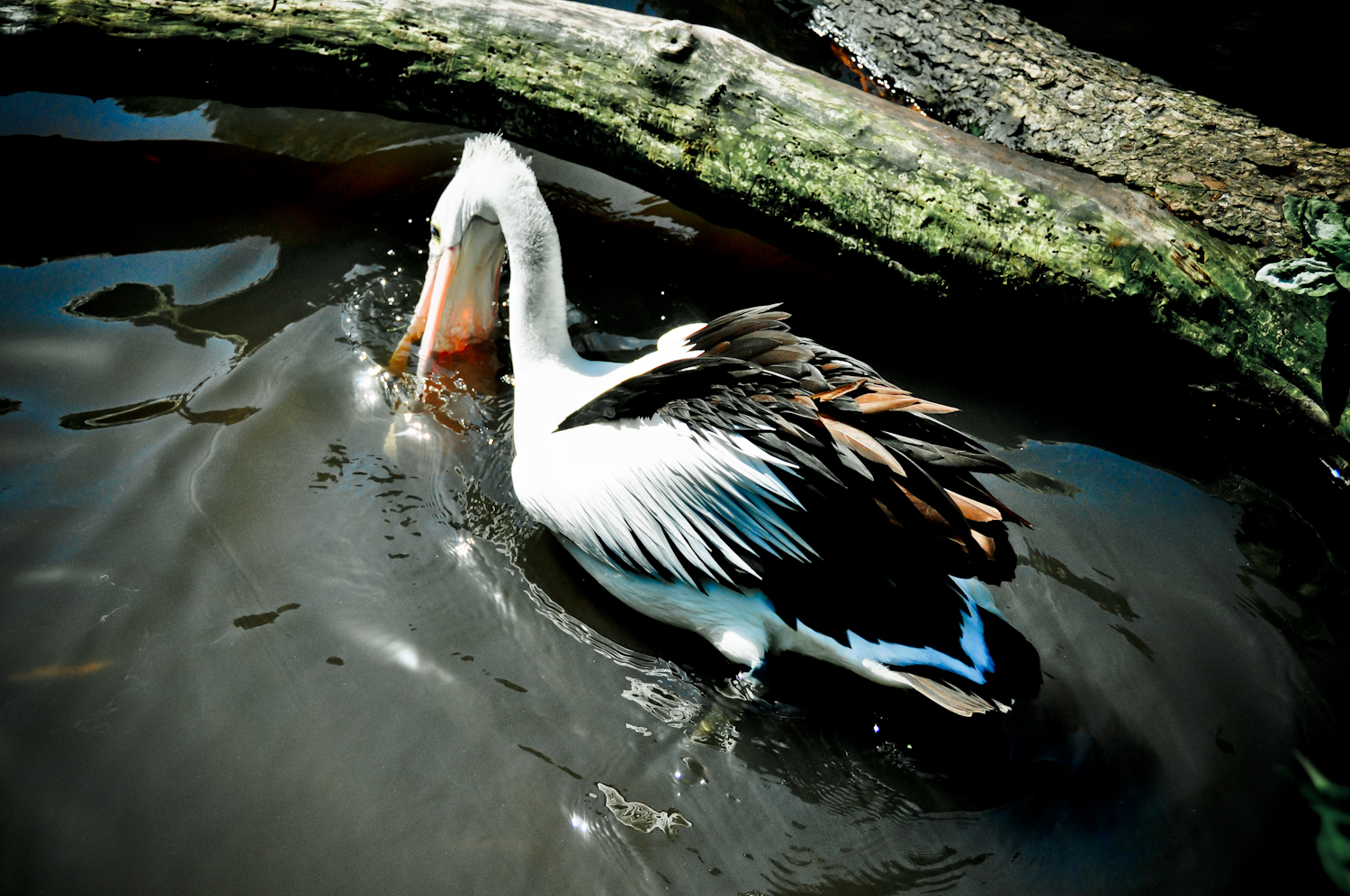
Cacciando la sua preda